# Paul Herfurth

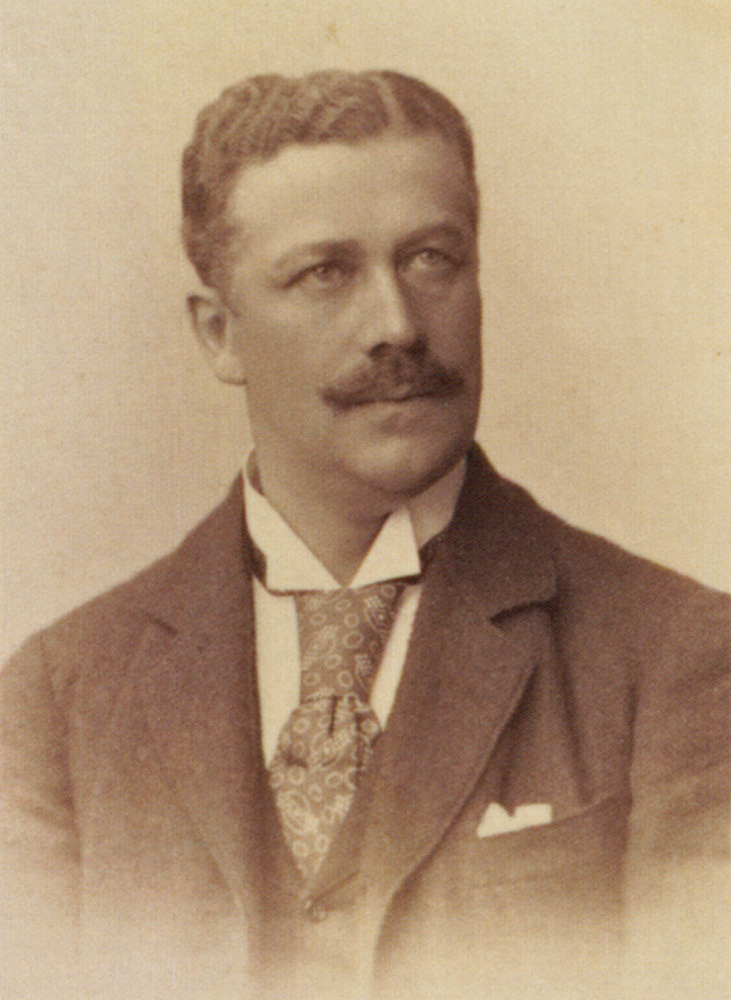
Paul Herfurth

Paul Emil Herfurth (* 3. Juni 1855 in Leipzig; † 1. Januar 1937 in Markkleeberg) war ein deutscher Verleger und Politiker (NLP).

## Leben

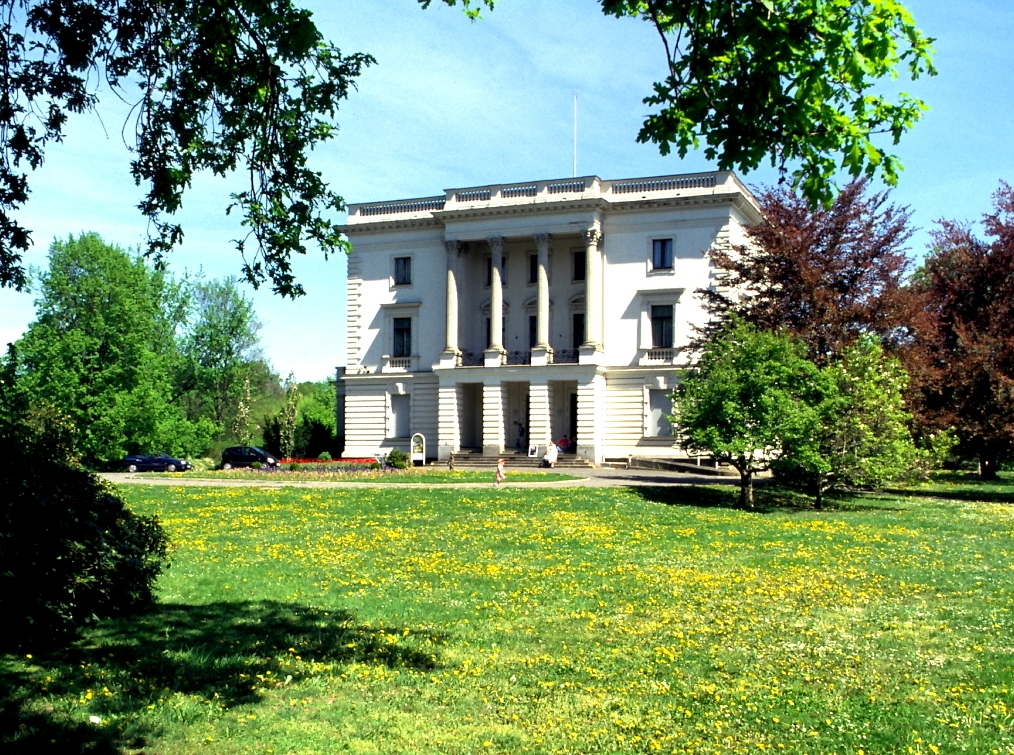
Das „Weiße Haus“, Paul Herfurths Sommersitz in Markkleeberg (2007)

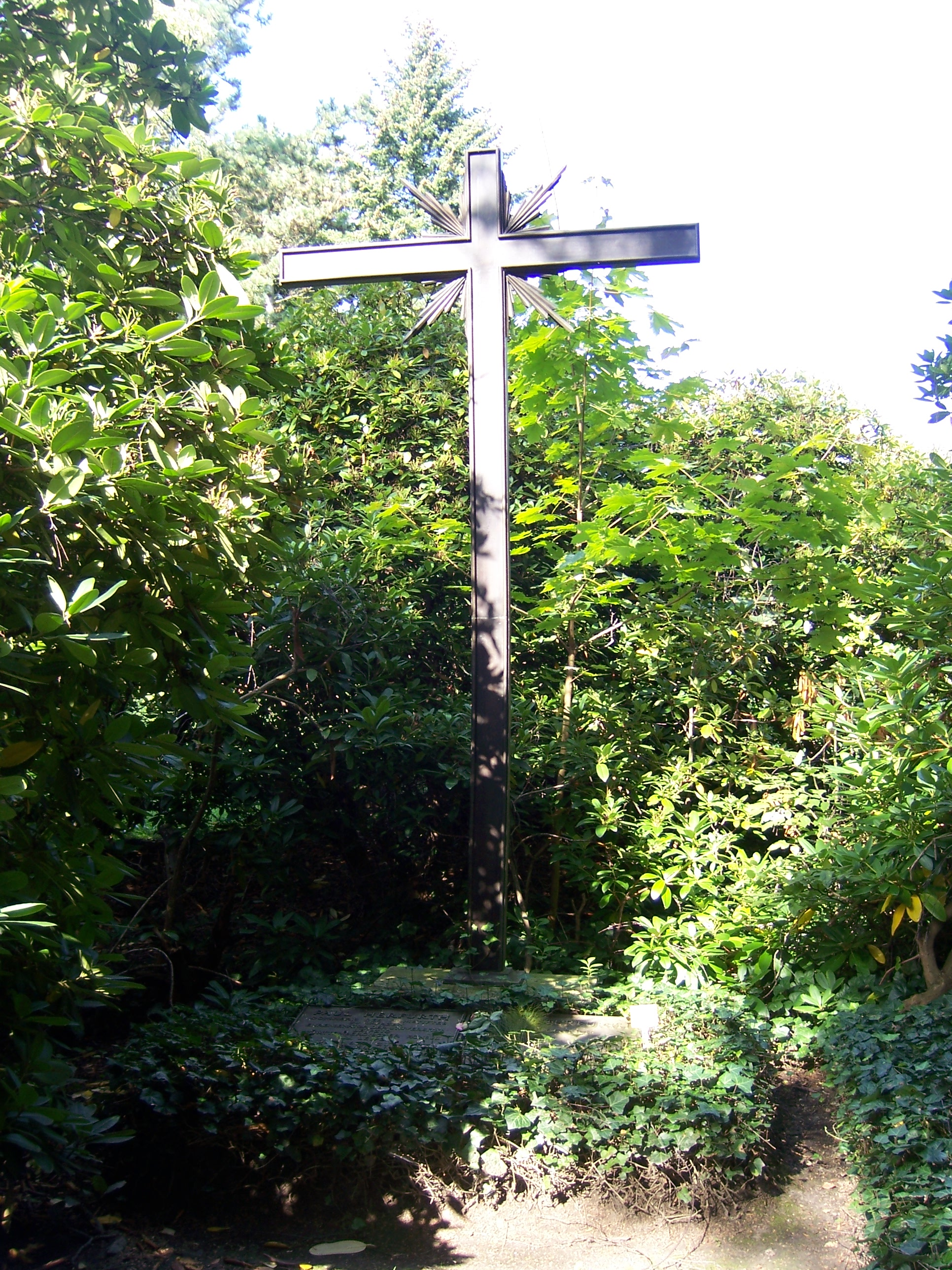
Grabstätte von Paul Herfurth auf dem Leipziger Südfriedhof (2011)

Paul Herfurth entstammte einer Textilfabrikantenfamilie. Er arbeitete im väterlichen Unternehmen Gebr. Herfurth in Chemnitz und besaß außerdem das Unternehmen A. Glaser Nachfolger in Hainichen und Penig, in dem Plüsch und Chenille produziert und Stoffe bedruckt wurden. Mit seinem jüngeren Bruder Edgar Herfurth (1865–1950) gründete er im Jahr 1892 den Verlag Edgar Herfurth & Co. Zehn Jahre später gründete er einen eigenen Verlag, in dem die Familienzeitschrift Welt und Haus herauskam. Nach englischem Vorbild hatte er zunächst eine Zeitschrift mit dem Titel Die oberen Zehntausend herausgebracht. Welt und Haus finanzierte die ersten Fahrten des Reiseschriftstellers Herbert Rittlinger (1909–1978).
Aus der Ehe mit seiner Frau Else geb. Rentsch ging der Sohn Paul-Heinz hervor, der zweite Sohn Otto Herfurth war ein deutscher Offizier und Widerstandskämpfer. Die Familie lebte in Leipzig im Haus Weststraße 9. In Raschwitz, heute ein Stadtteil von Markkleeberg, ließ sie mehrere Villen erbauen, die sie zum Teil als Sommersitz selbst nutzte. Herfurths Frau machte die 1896/1897 nach dem Vorbild des Petit Trianon in Versailles errichtete Villa der Familie, später „Weißes Haus“ genannt, zu einem Treffpunkt von Kulturträgern.
Der von Paul Herfurth seit 1889 angelegte Landschaftspark wurde in den 1920er Jahren durch Landankauf auf 30 Hektar erweitert. Nach dem Zweiten Weltkrieg wurde er durch entschädigungslose Enteignung der Erben von Paul Herfurth in Volkseigentum überführt und seit 1948 für Gartenbau- und Landwirtschaftsausstellungen genutzt (agra).
Herfurth gehörte zu den Stiftern der 1936 enthüllten und 1942 im Zuge der Metallspende des deutschen Volkes eingeschmolzenen Körnertafel am Augustusplatz in Leipzig.
Das Grab von Paul Herfurth und seiner Frau befindet sich auf dem Südfriedhof Leipzig.

## Ämter und Ehrungen
Paul Herfurth gehörte von 1893 bis 1899 als Vertreter des 10. bäuerlichen Wahlbezirks der II. Kammer des Sächsischen Landtags an. Des Weiteren war er u. a. Handelsrichter, Königlich Württembergischer Konsul, Ehrensenator der Universität Leipzig und Vorstandsmitglied der Deutschen Textilberufsgenossenschaft. Er war auch Mitglied der Vertrauten Gesellschaft.
Herfurth war Domherr des Wurzener Doms. Für die umfangreiche Umgestaltung des Dom-Innenraums 1931/1932 wurde der Bildhauer Georg Wrba (1872–1939) gewonnen. Dieser schuf einen Zyklus spätexpressionistischer Bildwerke aus Bronzeguss, die bis heute die Ausstattung des Doms dominieren, darunter auch die bronzene Kanzel: Die Apostelköpfe an der Basis des Kanzelkorbes tragen die Gesichtszüge der damaligen Domherren – so auch die Herfurths.